# Foreign Affair (Tina Turner)
Foreign Affair è il settimo album in studio della cantante svizzera-statunitense Tina Turner, pubblicato dalla Capitol Records il 13 settembre 1989.

## Successo commerciale
Sebbene l'album non abbia avuto un grande successo negli Stati Uniti, non riuscendo a superare la trentunesima posizione nella Billboard 200, fu un grande successo in Europa, vendendo oltre sei milioni di copie in tutto il mondo.
Fu il primo lavoro della sua carriera a raggiungere la vetta nella classifica degli album più venduti del Regno Unito, dove ha superato il milione e mezzo di copie vendute. L'album ha anche raggiunto la numero uno in numerosi paesi, tra cui Germania e Svezia, e ha stazionato al primo posto della classifica europea per quattro settimane.

## Promozione

### Singoli
In Europa, sei dei brani dell'album sono diventati singoli di successo; The Best (US # 15, UK # 4), cover di Bonnie Tyler, Steamy Windows (UK # 13), I Don't Wanna Lose You (UK # 8), Foreign Affair (Germania # 35), Look Me in the Heart (US AC # 4 & UK # 31) e Be Tender with Me Baby (UK # 28).

### Tour
A supporto dell'album la Turner si imbarcò nel Foreign Affair: The Farewell Tour, il primo per la cantante a svolgersi negli stadi.
Il tour si svolse esclusivamente in Europa, senza toccare gli Stati Uniti, per ringraziare i suoi fan per aver supportato la sua carriera e quel disco in particolare. Nel complesso, il tour ha attirato quasi quattro milioni di spettatori, battendo il record per un tour europeo, precedentemente stabilito dai Rolling Stones.

## Tracce
1. Steamy Windows – 4:03 (Tony Joe White)
2. The Best – 5:28 (Mike Chapman, Holly Knight)
3. You Know Who (Is Doing You Know What) – 3:45 (White)
4. Undercover Agent for the Blues – 5:20 (White, White)
5. Look Me in the Heart – 3:42 (Tom Kelly, Billy Steinberg)
6. Be Tender with Me Baby – 4:18 (Albert Hammond, Knight)
7. You Can't Stop Me Loving You – 4:00 (Hammond, Knight)
8. Ask Me How I Feel – 4:46 (Hammond, Knight)
9. Falling Like Rain – 4:03 (David Munday, Sandy Stewart)
10. I Don't Wanna Lose You – 4:20 (Hammond, Graham Lyle)
11. Not Enough Romance – 4:04 (Hartman)
12. Foreign Affair – 4:27 (White)

## Classifiche

### Classifiche settimanali
| Classifica (1989) | Posizione massima |
| ----------------- | ----------------- |
| Australia         | 15                |
| Austria           | 1                 |
| Canada            | 12                |
| Finlandia         | 1                 |
| Francia           | 11                |
| Germania          | 1                 |
| Italia            | 2                 |
| Norvegia          | 1                 |
| Nuova Zelanda     | 7                 |
| Paesi Bassi       | 9                 |
| Regno Unito       | 1                 |
| Spagna            | 8                 |
| Stati Uniti       | 31                |
| Stati Uniti (R&B) | 83                |
| Svezia            | 1                 |
| Svizzera          | 1                 |

### Classifiche di fine anno
| Classifica (1989) | Posizione |
| ----------------- | --------- |
| Austria           | 21        |
| Canada            | 75        |
| Francia           | 17        |
| Germania          | 29        |
| Italia            | 3         |
| Regno Unito       | 8         |
| Svizzera          | 29        |
| Classifica (1990) | Posizione |
| Austria           | 4         |
| Germania          | 7         |
| Paesi Bassi       | 45        |
| Regno Unito       | 15        |
| Svizzera          | 5         |